# Xenohelea pruinosa
Xenohelea pruinosa är en tvåvingeart som beskrevs av Jean-Jacques Kieffer 1918. Xenohelea pruinosa ingår i släktet Xenohelea och familjen svidknott. Inga underarter finns listade i Catalogue of Life.